# Shakti
Shakti er en kraft eller energi, der ifølge hinduismen er en personificering af guds kvindelige aspekt (nogle gange refereret til som "Moder Jord"). Shakti repræsenterer de aktive, dynamiske principper af kvindelig kraft.